# Libranza
La libranza es un instrumento financiero que consiste en un crédito o préstamo de dinero, facilitado por una entidad prestadora a un deudor, y respaldado en el flujo de caja proveniente del sueldo de ese deudor. En la práctica, esto significa que los pagos de cuotas e intereses de la libranza se debitan automáticamente del sueldo del deudor. Esto hace que la libranza sea un préstamo, en promedio, con menor riesgo para la entidad prestadora, comparado a otro tipo de préstamos. Debido a este respaldo basado en el sueldo, la libranza es muchas veces otorgada sin codeudor.

## Mercado secundario
Como otros instrumentos financieros, existen libranzas de mayor o menor riesgo financiero para la entidad prestadora, dependiendo de la solidez económica de los deudores. Esto es significativo, ya que impacta el mercado secundario que se genera cuando las libranzas son vendidas a inversionistas. Estos inversionistas, particulares o institucionales, invierten en paquetes de libranzas de otros deudores, adquiriéndolas de la entidad prestadora original, con el objetivo de obtener un retorno atractivo de su inversión. El instrumento financiero intercambiado en el mercado secundario es usualmente llamado pagaré-libranza.

## Riesgos
El mercado secundario de libranzas presenta riesgos, por su naturaleza misma, así como por fallas de regulación por omisión o corrupción, y puede llevar a descalabros y grandes pérdidas de los inversionistas como en el escándalo de las libranzas en Colombia de 2016.